# Троянкер Раїса Львівна
Раї́са Льві́вна Троя́нкер  (30 жовтня 1909, Умань — †29 грудня 1945, Мурманськ) — українська поетеса, письменниця, журналістка. Військова кореспондентка під час Другої світової війни.

## Біографія
Народилася в сім'ї сторожа уманської синагоги, виховувалася в ортодоксальній єврейській родині. Закінчила семирічну школу, вчилася в кооперативній профшколі, працювала в цирку. Ще підліткою вона наважилася на розрив із сім’єю: закохалася в італійського артиста — приборкувача тигрів і втекла з дому з мандрівним цирком. Протягом року вона гастролювала невеликими містами та містечками, а її коронним номером було вкладання голови до тигрячої пащі — на згадку про ті часи в Раїси залишився шрам на нозі, який вона перетворила на свою родзинку. Вже за рік циркова романтика набридла Раїсі, і вона знову втекла. 
Рано почала писати вірші, перша публікація датована 21 червня 1925 року — в уманській окружній газеті «Робітничо-селянська правда» було надруковано її вірш «У великому Китаї». Того ж року вступила в місцеву філію Союзу селянських письменників «Плуг». 
Згодом у неї почався роман із письменником Онопрієм Турганом. Він став її першим чоловіком і у їхньому шлюбі народилася донька Олена — судячи з присвячених їй поетичних рядків, для родини Троянкер це стало останньою краплею: 
Мене тато прогнав і прокляв, 
бо у мене дитина од «гоя».
Він казав, щоб упала земля
Попід нами, Оленко, з тобою.
Сім'я переїхала до Харкова, де Раїса вчилася в Харківському ІНО. У 1928 році у видавництві «Плужанин» вийшла перша збірка віршів Троянкер «Повінь».
У Харкові поетеса належала до групи Валер'яна Поліщука «Авангард», друкувалася у виданнях групи, а також у журналах «Гарт», «Селянка України», «Шквал», ін. 1930 року Троянкер одружилася з російським поетом Ільєю Садоф'євим, тоді ж вийшла її друга збірка віршів «Горизонт». Наступного 1931 року з чоловіком виїхала до Ленінграда, працювала в заводській багатотиражці «Новая заря» (за іншими даними, «Красная заря»).
Вона була чи не єдиною поеткою в чоловічому колі харківських митців, Троянкер була справжньою femme fatale, що не цуралася любовних пригод — кажуть, що ледь не кожен харківський письменник мав із нею стосунки. Сама жінка, що пристрасно підписувалася «Рай-я», зовсім не приховувала своєї безмежної чуттєвості, а у листі до Івана Дніпровського навіть зізнавалася, що лікується від німфоманії «за Фрейдом». Однак інтерес до Троянкер не був пов’язаний суто з її сексуальністю — вона була жінкою непересічної ерудиції, постійно читала і знала напам’ять багато поезій. Коло її знань не обмежувалося літературою — Раїса добре зналася на інших галузях мистецтва, а також на гуманітарних науках, наприклад, цікавилася історією і географією.

1935 року Троянкер розлучилася і виїхала до Мурманська, де багато років працювала в газеті «Полярная правда». Перед війною одружилася з актором Євгеном Григор'євим, але шлюб не був тривалим. Мала багато чоловіків, серед яких також був Володимир Сосюра, з яким вони писали одне одному романтичні вірші.
Під час Другої світової війни була військовиою кореспонденткою, нагороджена медаллю «За оборону Советского Заполярья». 1942 року з'явилася її остання збірка «Суровая лирика». 
Збірка була написана російською мовою і містила цілком типові пропагандистські пасажі про «бессмертного Ленина» і «любимый голос Сталина». У цих заідеологізованих віршах вже не було нічого від тієї чуттєвої «Рай-ї», колишньої циркачки, що хизувалася шрамом від зубів тигра, обожнювала бузковий колір і доводила чоловіків до шаленства.
Померла від раку в Мурманську, похована на місцевому цвинтарі, могила втрачена.
- Дочка — журналістка Олена Онуфріївна Турган.
- Внучка — акторка, журналістка, фотографка Олександра Турган.